# Paul Guiraud
Paul Guiraud   (Cena Monestièrs, 15 de gener de 1850 - Cena Monestièrs, 25 de febrer de 1907), de nom complet Marie Raymond Paul Guiraud, fou un historiador francès.

## Biografia
Normalien, associat de la història el 1874, va començar la seva carrera com a professor a Saint-Étienne el 1874, i després ensenya successivament a les escoles secundàries d'Angulema el 1875 i Carcassona el 1878.
El 30 de juny de 1879, va donar suport a les seves dues tesis de doctorat a la Facultat de París. El primer, en francès tracta de la disputa entre Juli Cèsar i el Senat romà. El segon, en llatí, està interessat en l’aliança entre els Lagids i els Romans. De 1888 a 1898, va participar en desenes de tesis de les tesis com a membre del jurat.
El 1879, que es va convertir en doctor en cartes, va ser nomenat "Master of History Conferències" a la Facultat de Douai i un any després "Master of Conferences of Antic History" a la Facultat de Lletres de Tolosa. El 1886, es va reprendre a la càtedra de l'escola normal del seu mestre, Fustel de Coulanges, de la qual va publicar una biografia el 1896. Dos anys després, va ser professor a la Sorbona. El 1895 es va convertir en professor ajudant allà i el 1904 va ser professor d'història grega en aquesta universitat. Va ser elegit membre de l'Acadèmia de Ciències Morals i Polítiques el 1906.
Durant la seva carrera, Paul Guiraud va col·laborar amb la revista crítica, The Historical Review, The Great Encyclopedia, The Antiquity Dictionary, The Historic Atlas i The Journal of Courses and Conferences.
Paul Guiraud és el germà del també historiador Jean Guiraud.

## Publicació principal
- La disputa entre Cèsar i el Senat (59-49 aC), 1878
- Història romana des de la fundació de Roma fins a la invasió dels bàrbars, escrit d'acord amb els programes oficials de la classe de quart, amb Georges Lacour-Gayet, 1884
- Assemblees provincials a l'Imperi Romà, 1887
- Lectures històriques escrites d'acord amb el programa del 22 de gener de 1890 per a la cinquena classe. Vida privada i vida pública dels grecs, 1890
- Propietat de terres a Grècia fins a la conquesta romana, 1893
- Latinae Consecées, discurs extret de César, Salluste, Tite-Live, Tacitus, Ammien Marcellin i fragments del discurs original, publicat i anotat per Paul Guiraud, 1896
- Fustel de Coulanges , 1896  text en línia

Premi Narcisse-Michaut de l'Acadèmia francesa 1897
- Treball industrial a l'antiga Grècia, 1900 Text en línia
- Estudis econòmics sobre l'antiguitat, 1905

Premi Thérouanne de l'Acadèmia Francesa